# Jezioro Piotrkowskie (powiat inowrocławski)
Jezioro Piotrkowskie – jezioro w Polsce, położone w województwie kujawsko-pomorskim, w powiecie inowrocławskim, w gminie Inowrocław, na terenie Pojezierza Żnińsko-Mogileńskiego.

## Dane morfometryczne
Powierzchnia zwierciadła wody połączonych zbiorników jeziora Piotrkowskiego i jako Węgiereckiego według różnych źródeł wynosi od 47,5 ha do 48,7 ha.
Zwierciadło wody położone jest na wysokości 75,7 m n.p.m. lub 76,5 m n.p.m. Średnia głębokość jeziora wynosi 2,4 m, natomiast głębokość maksymalna 5,2 m.